# Matthew Arnold

Családfája

Matthew Arnold (1822. december 24. – 1888. április 15.) angol költő és kritikus, aki iskolaellenőrként dolgozott.

## Élete
Matthew Arnold a middlesexi Lalehamben született 1822 karácsonyán. William Wordsworth a közelben lakott, és a család barátja volt. Arnold már középiskolás korában megnyert egy magazin által szervezett esszépályázatot. 1841-ben ösztöndíjat nyert Oxfordba, a Balliol College-ba, ahonnan remek eredményekkel és egy diplomával távozott. Rövid kitérő után állást kapott az egyetemen, majd magántitkár és őfelsége egyik iskolafelügyelője lett. Két hónapra rá feleségül vette Frances Lucy-t. Hat gyermekük született (Thomas, Trevenen William, Richard Penrose, Lucy Charlotte, Eleanore Mary Caroline, William Masefield).
Munkája révén rengeteget utazott Angliában, sok időt töltve vonatokon, várótermekben és kis városkák szállodáiban. A vasút hiánya miatt korábban még egyetlen angol író vagy költő sem utazhatott annyit, mint Arnold.
1852-ben kiadták második verseskötetét (Empedocles on Etna, and Other Poems). 1857-től költészetet tanított az Oxfordi Egyetemen. Ő volt az első, aki latin helyett ezt angolul tette. 1859-ben Európában utazgatott, hogy vizsgálja az európai oktatási gyakorlatokat.
1865-ben adta ki két könyvből álló sorozatát Essays in Criticism: First Series és Essays in Criticism: Second Series címmel. 1883 és 1884 között az Amerikai Egyesült Államokban tartott előadásokat az oktatásról és Ralph Waldo Emersonról.
Arnold váratlan hirtelenséggel halt meg szívelégtelenségben, 1888-ban.

## Költészete
Arnoldot a három nagy viktoriánus költők egyikeként szokták emlegetni, Alfred Tennyson és Robert Browning neve mellett.

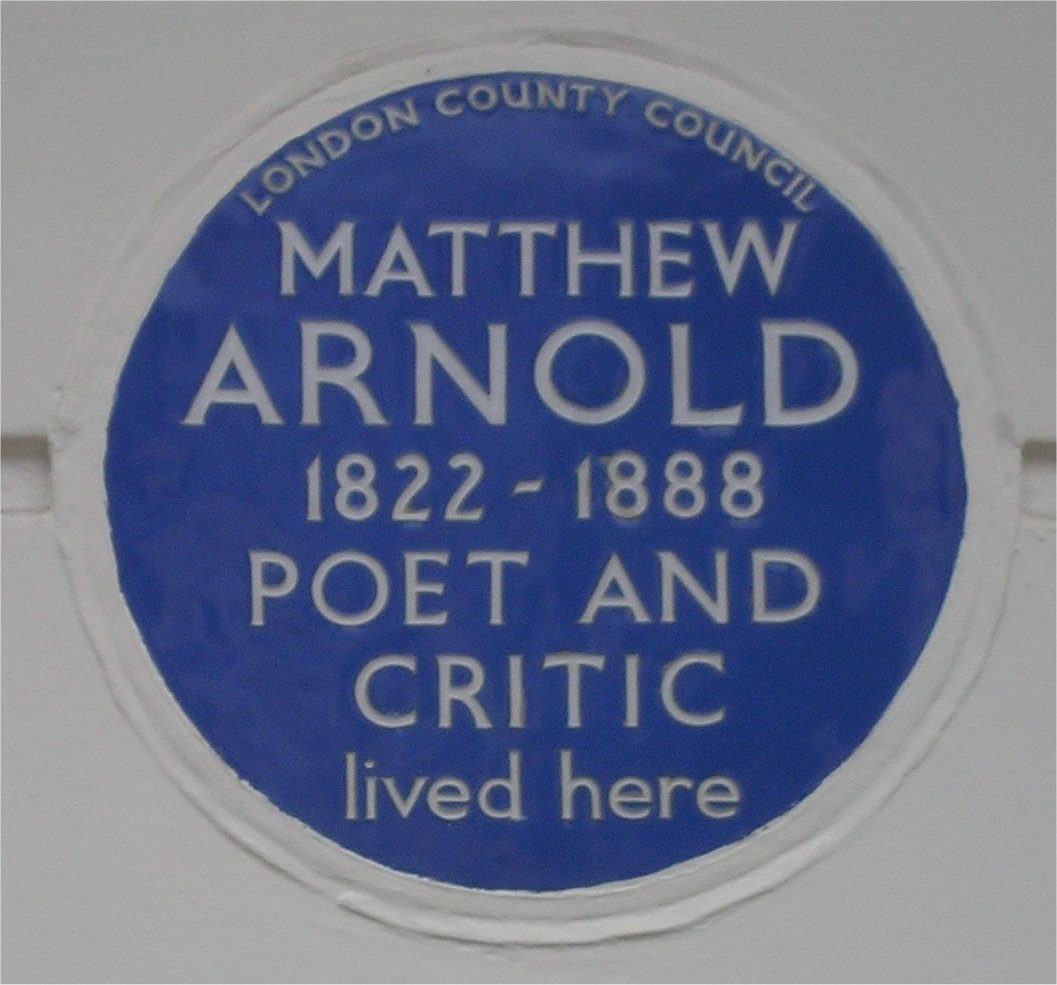
Egy Matthew Arnoldnak állított emléktábla a londoni Chester Square 2 szám alatt.

Doveri part (Dover Beach) című 1867-es költeménye, mely egy rémálomszerű világot festett le, ahonnan a régi vallásos igazságok eltűntek, kifejezi azon nézetét, miszerint az emberi szeretet az emberiség egyetlen védelme a sötétséggel szemben. Ezt gyakran szokták a „modern érzékenység” (modern sensibility) egyik első példájaként emlegetni. Arnold legjobb költeményeiben egyértelműen felfedezhető Wordsworth hatása, ahogy ezt ő maga is elismeri a kötet előszavában.
Néhányan Arnoldot tekintik az angol romantika és modernizmus közötti hídnak. Szimbolikus látképei tipikusnak számítottak volna a romantikus időszakban, azonban kételkedő és pesszimista nézetei inkább a modernistákra jellemzőek. Néhány írásának racionalista jellemvonását támadta az olvasóközönség, mégis nagy hatással volt korára.